# Román Ruiz Llamas
Román Ruiz Llamas (Humilladero, província de Màlaga, 4 de gener de 1953) és un empresari i polític català d'origen andalús, diputat al Congrés dels Diputats en la IX i X legislatures.
Empresari del ram de l'hostaleria i combustibles, fou president de l'Associació Catalana Distribuïdors de Gasoils el 1994-2005i president de la Confederació Nacional de Distribuïdors de Gasoli el 1997-2005. És primer secretari del PSC-PSOE del Vallès Oriental i membre del Consell Nacional del PSC. H
Fou escollit alcalde de Montmeló a les eleccions municipals espanyoles de 1983, i es mantingué en el càrrec fins a 1992. Fou elegit diputat per la província de Barcelona a les eleccions generals espanyoles de 2008 en substitució de David Vegara i Figueras. Després fou elegit diputat novament a les eleccions generals espanyoles de 2011. Durant aquesta legislatura ha estat vicepresident primer de la Comissió de Foment i portaveu adjunt de la Comissió d'Indústria, Energia i Turisme.